# Nils Östensson
Nils Östensson (n. 29 aprilie 1918, Comuna Malung-Sälen, Comitatul Dalarna, Suedia – d. 24 iulie 1949, Comuna Malung-Sälen, Comitatul Dalarna, Suedia) a fost un schior de fond ce a reprezentat Suedia, medaliat olimpic. A participat la o ediție a Jocurilor Olimpice (1948) în care a câștigat o medalie de aur și o medalie de argint.